# NGC 2578
NGC 2578 في الفهرس العام الجديد، هي مجرة، تقع في كوكبة الكوثل. اكتشفت في 8 مارس 1793 بواسطة ويليام هيرشل.

## روابط خارجية
- NGC 2578 على موقع ويكي سكاي: DSS2, SDSS, GALEX, IRAS, Hydrogen α, X-Ray, Astrophoto, Sky Map, Articles and images